# Hnabi

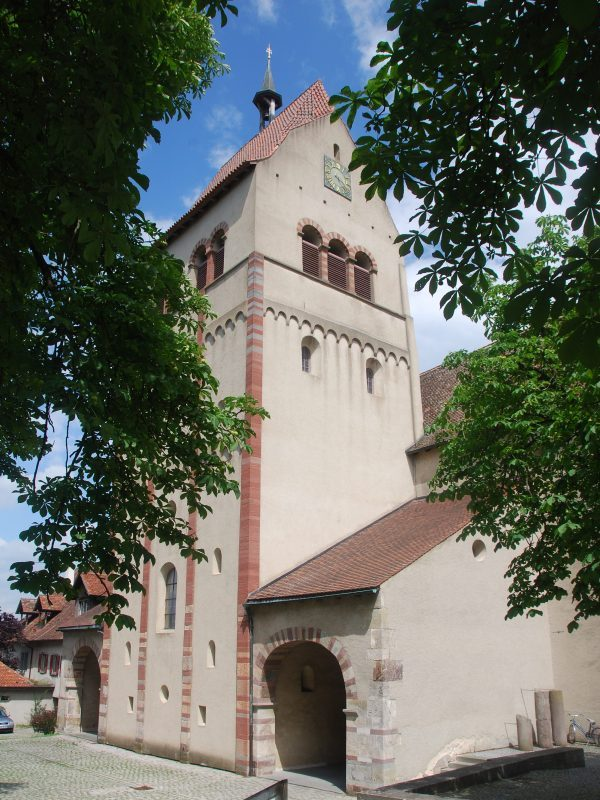
Een van de kloosterkerken op Reichenau

Hnabi (ca. 705 - 788?) was hertog van de Alemannen. Hij was zoon van Huoching en kleinzoon van Gotfried van de Allemannen.
In 720 doet hij een schenking aan de abdij van Sankt Gallen. In 724 helpt hij samen met de edelman Berthold, de heilige Pirminius bij de stichting van een klooster op het eiland Reichenau in het Bodenmeer. Hij erft bezittingen in de omgeving van Zürich, van zijn oom Odilo van Beieren.
Hnabi was getrouwd met Hereswind (geb. ca. 720, ouders onbekend) en ze hadden twee kinderen:
- Robert, vanaf 770 graaf in de Hegau
- Imma, getrouwd met Gerold van Vintzgouw. Ouders van Hildegard, derde vrouw van Karel de Grote.